# Świerzawa (gromada 1954–1956)
Świerzawa (alt. Świerzawa I) – dawna gromada, czyli najmniejsza jednostka podziału terytorialnego Polskiej Rzeczypospolitej Ludowej w latach 1954–1972.
Gromady, z gromadzkimi radami narodowymi (GRN) jako organami władzy najniższego stopnia na wsi, funkcjonowały od reformy reorganizującej administrację wiejską przeprowadzonej jesienią 1954 do momentu ich zniesienia z dniem 1 stycznia 1973, tym samym wypierając organizację gminną w latach 1954–1972.
Gromadę Świerzawa z siedzibą GRN w Świerzawie (wówczas wsi) utworzono – jako jedną z 8759 gromad na obszarze Polski – w powiecie złotoryjskim w woj. wrocławskim, na mocy uchwały nr 35/54 WRN we Wrocławiu z dnia 2 października 1954. W skład jednostki wszedł obszar dotychczasowej gromady Świerzawa (bez przysiółka Bronków) ze zniesionej gminy Świerzawa – w tymże powiecie. Dla gromady ustalono 14 członków gromadzkiej rady narodowej.
1 stycznia 1957 gromadę zniesiono w związku z nadaniem jej statusu osiedla.
1 stycznia 1973 w powiecie złotoryjskim reaktywowano gminę Świerzawa, w której skład weszła ponownie pozbawiona statusu osiedla Świerzawa. 1 stycznia 1984 Świerzawa odzyskała utracony w 1945 roku status miasta. 

Uwaga: W latach 1954–1956 w powiecie złotoryjskim funkcjonowały dwie jednostki o nazwie gromada Świerzawa – drugą była gromada Świerzawa.